# Ponthieva hildae
Ponthieva hildae là một loài thực vật có hoa trong họ Lan. Loài này được R.González & Soltero miêu tả khoa học đầu tiên năm 1991.